# Slim Whitman
Ottis Dewey "Slim" Whitman (20 de janeiro de 1923 – 19 de junho de 2013) foi um cantor, compositor e instrumentista estadunidense de música country e western conhecido por sua habilidade de canto tirolês e seu falsete suave, agudo, que alcançava três oitavas num estilo batizado como "countrypolitan". Ele afirmou que havia vendido mais de 120 milhões de discos. Na década de 1950, Whitman abriu os shows de Elvis Presley nas turnês que realizaram juntos. Na década de 1990, uma nova geração foi exposta à Whitman através de suas canções no filme Marte Ataca!, sua canção icônica "Indian Love Call" matava os invasores marcianos cada vez que era tocada.
Embora já tenha sido conhecido como "O Cantor Folk Favorito dos Estados Unidos", ele foi mais popular na Europa, em particular no Reino Unido, do que em sua pátria natal, os EUA, especialmente com seus covers de canções pop famosas, canções de filmes, canções de amor, canções folclóricas, e hinos melódicos gospel. Seu sucesso de 1955, "Rose Marie", passou onze semanas na primeira colocação da UK Singles Chart, mantendo o Recorde Mundial do Guinness de maior tempo no número um nesta parada por 36 anos, até Bryan Adams quebrar este recorde em 1991. Além disso, "Rose Marie" também foi listada no British Hit Singles & Albums. Nos EUA, sua canção "Indian Love Call" (1952) e a versão de "Secret Love" (1953), sucesso de Doris Day, chegaram ambas à segunda posição na parada da Billboard. Whitman teve uma sequência de sucessos no Top 10 de meados da década de 1960 até a década de 1970 e tornou-se conhecido para uma nova geração de fãs através do marketing direto na televisão na década de 1980. Durante os anos de 1990 e no século XXI, ele continuou a fazer turnês por todo o mundo e a lançar novo material. Seu último álbum, Twilight on the Trail, foi produzido por seu filho Byron Whitman e lançado em 2010, quando Whitman tinha 87 anos de idade.

## Vida
Whitman nasceu na cidade de Oak Park, em Tampa, Flórida, no dia 20 de janeiro de 1923, um dos seis filhos de Otis e Lucy Whitman. Na juventude, ele gostava da música country de Jimmie Rodgers e das canções de Gene Autry, mas ele não embarcou numa carreira musical própria até o final da Segunda Guerra Mundial, depois de ter servido no Pacífico Sul com a Marinha dos Estados Unidos. No navio, ele cantava e entretinha os membros a bordo, fazendo com que o capitão bloqueasse sua transferência para outro navio—deste modo, salvando sua vida, já que o outro navio, mais tarde, afundou e não houve nenhum sobrevivente. As ambições iniciais de Whitman eram de se tornar um boxeador ou um jogador de beisebol profissional.
Apesar de destro, Whitman era um guitarrista auto-didata canhoto. Ele havia perdido quase todo o dedo médio da mão esquerda num acidente enquanto trabalhava em uma fábrica de embalagem de carne. Ele fez diversos trabalhos para um estaleiro de Tampa enquanto desenvolvia uma carreira musical, vindo, eventualmente, a se apresentar com bandas como The Variety Rhythm Boys e The Light Crust Doughboys. Ele foi rapidamente apelidado de "The Smiling Starduster" depois de uma temporada com um grupo chamado The Stardusters. A primeira grande chance de Whitman veio quando o gerente de talentos "Colonel" Thomas Parker ouviu-o cantar no rádio e se ofereceu para representá-lo. Após a assinatura do contrato com a RCA Records, ele foi creditado como "o cantor cowboy Slim Whitman", como a cantora canadense Wilf Carter, que era conhecida nos Estados Unidos como Montana Slim. Whitman lançou seu primeiro single em 1948, "'I'mm Casting My Lasso Towards The Sky", completo com o canto tirolês. Ele fez turnês e cantou numa variedade de locais, incluindo o programa de rádio Louisiana Hayride.
A princípio, ele não conseguiu viver apenas de música e manteve um emprego de meio período numa agência dos correios. Isso mudou no início de 1950, após ter gravado uma versão de "Love Song of the Waterfall", sucesso de Bob Nolan, que entreou no top dez da música country. Seu próximo single, "Indian Love Call", retirado da opereta Rose-Marie, foi ainda mais bem-sucedido, alcançando o número dois na parada da música country e aparecendo no top dez da para de música pop dos EUA.
Um cantor tirolês, Whitman evitou canções típicas da música country que falavam de falta de sorte e bebida, preferindo, em vez melodias descontraídas e românticas sobre a vida simples e o amor. Críticos apelidaram seu estilo de "countrypolitan", dada sua fusão de música country e um estilo mais sofisticado de cantarolar. Apesar de ter gravado muitas músicas country e western, incluindo sucessos como "Tumbling Tumbleweeds", "Singing Hills" e "The Cattle Call", músicas de amor e romance como "Serenade", "Something Beautiful (to Remember)" e "Keep It a Secret" ocupavam posição de destaque em seu repertório.
Em 1955, ele teve uma canção no topo das paradas de música pop do Reino Unido: a música-tema da opereta Rose-Marie. Com dezenove semanas nas paradas e onze semanas no topo da UK Singles Chart, a canção estabeleceu um recorde que durou 36 anos. Em 1956, ele se tornou o primeiro cantor de música country a se apresentar no London Palladium. Logo depois, Whitman foi convidado para participar do Grand Ole Opry, e, em 1957, juntamente com outras estrelas musicais, apareceu no filme musical Jamboree. Apesar desta exposição, ele nunca alcançou o nível de estrelato nos Estados Unidos que possuía na Grã-Bretanha, onde teve diversos outros hits durante a década de 1950. Ao longo do início da década de 1970, ele continuou a gravar e foi um convidado no programa de televisão The Midnight Special de Wolfman Jack. Na época, os esforços de gravação de Whitman estavam produzindo apenas pequenos sucessos nos EUA, mas meados da década de 1970 foi uma época de sucesso para Whitman na UK Albums Chart. Em 1976, uma coletânea musical, The Very Best of Slim Whitman, ficou no número um por seis semanas, passando dezessete semanas na tabela. Outro álbum número um veio em 1977, Red River Valley: quatro semanas no número um e catorze semanas na tabela. Mais tarde, no mesmo ano, seu álbum de Home on the Range chegou à segunda posição na parada e acumulou uma estadia de treze semanas, sendo impedindo de atingir o topo da parada pelo álbum 20 Golden Greats das Supremes.
Os álbuns de televisão tornaram brevemente Whitman um nome familiar nos EUA pela primeira vez em sua carreira, resultando em diversas acontecimentos: desde sua primeira aparição no The Tonight Show starring Johnny Carson até Whitman ser parodiado num esquete cômico na SCTV com ele (interpretado por Joe Flaherty) interpretando o papel do par romântico num musical da Broadway no estilo de Evita sobre a vida de Indira Gandhi. Mais importante, os álbuns de televisão deram-lhe um breve ressurgimento na música country mainstream, com novos álbuns sendo lançados pelas principais gravadoras e alguns singles nas paradas de música country. Durante este tempo, ele fez uma turnê modestamente bem-sucedida pela Europa e Austrália.
Em 20 de janeiro de 2008, coincidentemente, no 85.º aniversário de Whitman, um obituário prematuro, que se acredita ter sido iniciado por um relatório errôneo, foi publicado pelo jornal Nashville Tennessean e, mais tarde, tornou-se viral no site do jornal.
Em 2010, Whitman lançou o álbum Twilight on the Trail depois de mais de oito anos em produção, seu primeiro disco de estúdio em 26 anos. O álbum foi produzido por seu filho, Byron Whitman, e contou com muitos músicos de sessão conhecidos, incluindo Harold Bradley.

## Vida pessoal
Depois de 1957, Whitman vivia em sua propriedade, Woodpecker Paradise, em Middleburg, uma cidade localizada ao sul de Orange Park, Flórida, no Condado de Clay.
Em 2009, Alma Geraldine "Jerry" Crist Whitman, esposa de Whitman há 67 anos, nascida no Kansas, morreu com aos 84 anos. Ela foi uma compositora e bordadora, filha do ministro de igreja A. D. Crist. Juntos, tiveram uma filha, Sharron Beagle (nascida em 1942), e um filho, Byron Keith Whitman (nascido em 1957). Também tiveram dois netos e dois bisnetos. Byron é um artista e produtor musical, lançou diversas canções, fez turnês e gravou com seu pai em inúmeras ocasiões.
Slim Whitman morreu de insuficiência cardíaca no dia 19 de junho de 2013, aos 90 anos, rodeado pela família no Orange Park Medical Center, em Orange Park, Flórida.

## Honrarias
Por sua contribuição à indústria fonográfica, Slim Whitman recebeu o prêmio de uma estrela na Calçada da Fama de Hollywood. Ele foi admitido na Calçada da Fama do Country Music Hall of Fame and Museum em 1968.

## Legado
O Beatle George Harrison citou Whitman como uma influência inicial: "A primeira pessoa que vi tocando uma guitarra foi Slim Whitman, numa foto dele em uma revista ou ao vivo na televisão. Guitarras estavam definitivamente entrando na moda." Quando o jovem Paul McCartney, que era canhoto, comprou seu primeiro violão, o músico não sabia como tocar um instrumento que foi fabricado para alguém destro. Apenas quando McCartney viu uma imagem de Whitman tocando com a mão esquerda que ele reconfigurou as cordas de sua guitarra, de modo que também pudesse tocar com a mão esquerda. O cantor estadunidense Michael Jackson citou Whitman como um de seus dez vocalistas favoritos.
O filme Marte Ataca! (1996) traz a versão Whitman de "Indian Love Call" como uma arma contra os invasores alienígenas. Em 2003, Rob Zombie usou a versão de Whitman de "I Remember You" em seu primeiro filme como diretor, House of 1000 Corpses.

## Discografia

### Álbuns
| Ano  | Álbuns                                               | Ranking    | Ranking | Ranking | Selo     |
| Ano  | Álbuns                                               | US Country | US      | UK      | Selo     |
| ---- | ---------------------------------------------------- | ---------- | ------- | ------- | -------- |
| 1954 | America's Favorite Folk Artist                       |            |         |         | Imperial |
| 1954 | Favorites                                            |            |         |         | Imperial |
| 1954 | Slim Whitman and His Singing Guitar                  |            |         |         | London   |
| 1956 | Slim Whitman and His Singing Guitar - Vol. 2         |            |         |         | London   |
| 1956 | Slim Whitman Sings                                   |            |         |         | Imperial |
| 1959 | My Best to You                                       |            |         |         | Imperial |
| 1959 | Country Favorites                                    |            |         |         | Imperial |
| 1960 | I'll Walk with God                                   |            |         |         | Imperial |
| 1960 | Songs of the Old Waterwheel                          |            |         |         | Imperial |
| 1961 | I'll Never Stop Loving You                           |            |         |         | Imperial |
| 1961 | Just Call Me Lonesome                                |            |         |         | Imperial |
| 1961 | Cool Water                                           |            |         |         | Imperial |
| 1961 | Annie Laurie                                         |            |         |         | Imperial |
| 1961 | Once in a Lifetime                                   |            |         |         | Imperial |
| 1962 | Forever                                              |            |         |         | Imperial |
| 1962 | Sings                                                |            |         |         | Imperial |
| 1962 | Heart Songs & Love Songs                             |            |         |         | Imperial |
| 1962 | I'm a Lonely Wanderer                                |            |         |         | Imperial |
| 1963 | Yodeling                                             |            |         |         | Imperial |
| 1963 | Country Songs / City Hits                            |            |         |         | Imperial |
| 1963 | Irish Songs the Slim Whitman Way                     |            |         |         | Imperial |
| 1964 | All-Time Favorites                                   |            |         |         | Imperial |
| 1965 | Love Song of the Waterfall                           | 20         |         |         | Imperial |
| 1965 | Reminiscing                                          |            |         |         | Imperial |
| 1965 | More Than Yesterday (More Country Songs & City Hits) | 28         |         |         | Imperial |
| 1966 | God's Hand in Mine                                   |            |         |         | Imperial |
| 1966 | A Travelin' Man                                      |            |         |         | Imperial |
| 1966 | I'll Walk with God                                   |            |         |         | Imperial |
| 1966 | A Time for Love                                      |            |         |         | Imperial |
| 1967 | 15th Anniversary Album                               | 25         |         |         | Imperial |
| 1967 | Country Memories                                     | 42         |         |         | Imperial |
| 1968 | In Love the Whitman Way                              | 16         |         |         | Imperial |
| 1968 | Happy Street                                         | 34         |         |         | Imperial |
| 1969 | Slim!                                                |            |         |         | Imperial |
| 1969 | Christmas Album                                      |            |         |         | Imperial |

| Ano  | Álbuns                                                                    | Ranking    | Ranking | Ranking | Ranking | Selo            |
| Ano  | Álbuns                                                                    | US Country | US      | AUS     | UK      | Selo            |
| ---- | ------------------------------------------------------------------------- | ---------- | ------- | ------- | ------- | --------------- |
| 1970 | Tomorrow Never Comes                                                      |            |         | -       |         | United Artists  |
| 1971 | Guess Who                                                                 | 31         |         | -       |         | United Artists  |
| 1971 | It's a Sin to Tell a Lie                                                  | 23         |         | -       |         | United Artists  |
| 1972 | The Best of Slim Whitman                                                  |            |         | -       |         | United Artists  |
| 1973 | I'll See You When                                                         |            |         | -       |         | United Artists  |
| 1973 | 25th Anniversary Concert                                                  |            |         | -       |         | United Artists  |
| 1974 | Happy Anniversary                                                         |            |         | -       | 44      | United Artists  |
| 1975 | Everything Leads Back to You                                              | 42         |         | -       |         | United Artists  |
| 1975 | The Very Best of Slim Whitman                                             |            |         | -       | 1       | United Artists  |
| 1976 | Red River Valley                                                          |            |         | 81      | 1       | United Artists  |
| 1977 | Home on the Range                                                         |            |         | -       | 2       | United Artists  |
| 1978 | Ghost Riders in the Sky                                                   |            |         | -       | 27      | United Artists  |
| 1979 | Slim Whitman's 20 Greatest Love Songs                                     |            |         | -       | 18      | United Artists  |
| 1980 | Till We Meet Again                                                        |            |         | -       |         | United Artists  |
| 1980 | Songs I Love to SingA                                                     | 25         | 175     | -       |         | Cleveland Int'l |
| 1980 | Christmas with Slim Whitman                                               | 47         | 184     | -       |         | Cleveland Int'l |
| 1981 | Mr. Songman                                                               |            |         | -       |         | Cleveland Int'l |
| 1981 | I'll Be Home for Christmas                                                |            |         | -       |         | Cleveland Int'l |
| 1982 | 20 Golden Greats                                                          |            |         | 2       |         | Liberty Play    |
| 1984 | Angeline                                                                  |            |         | -       |         |                 |
| 1988 | Magic Moments (compilation)                                               |            |         | -       |         |                 |
| 1989 | Best Loved Favorites (compilation)                                        |            |         | -       |         |                 |
| 1991 | 20 Precious Memories (compilation)                                        |            |         | -       |         |                 |
| 1991 | Cowpoke (compilation)                                                     |            |         | -       |         | EMI             |
| 1997 | The Very Best of Slim Whitman – 50th Anniversary Collection (compilation) |            |         | -       | 54      | EMI             |
| 1998 | The Legendary Slim Whitman – Traditional Country (compilation)            |            |         | -       |         |                 |
| 2010 | Twilight on the Trail (compilation)                                       |            |         | -       |         |                 |

### Singles
| Ano  | Singles                                         | Ranking    | Ranking | Ranking | Ranking     | Álbuns                                              |
| Ano  | Singles                                         | US Country | US      | UK      | CAN Country | Álbuns                                              |
| ---- | ----------------------------------------------- | ---------- | ------- | ------- | ----------- | --------------------------------------------------- |
| 1949 | "I'm Casting My Lasso Towards the Sky"          |            |         |         |             |                                                     |
| 1949 | "Please Paint a Rose on the Garden Wall"        |            |         |         |             |                                                     |
| 1949 | "I'll Never Pass This Way Again"                |            |         |         |             |                                                     |
| 1949 | "Birmingham Jail"                               | 15         |         |         |             |                                                     |
| 1950 | "Restless Heart"                                |            |         |         |             |                                                     |
| 1950 | "Wabash Waltz"                                  |            |         |         |             |                                                     |
| 1952 | "Love Song of the Waterfall"                    | 10         |         |         |             | America's Favorite Folk Artist                      |
| 1952 | "Bandera Waltz"                                 |            |         |         |             | America's Favorite Folk Artist                      |
| 1952 | "In a Hundred Years or More"                    |            |         |         |             |                                                     |
| 1952 | "Indian Love Call" /                            | 2          | 9       | 7       |             | Favorites                                           |
| 1952 | / "China Doll"                                  |            |         | 15      |             | Favorites                                           |
| 1952 | "An Amateur in Love"                            |            |         |         |             | Favorites                                           |
| 1952 | "Keep It a Secret"                              | 3          |         |         |             | Favorites                                           |
| 1952 | "My Heart Is Broken in Three"                   | 10         |         |         |             | America's Favorite Folk Artist                      |
| 1953 | "All That I'm Asking Is Sympathy"               |            |         |         |             | Slim Whitman Sings                                  |
| 1953 | "Song of the Old Waterwheel"                    |            |         |         |             | America's Favorite Folk Artist                      |
| 1953 | "There's a Rainbow in Every Teardrop"           |            |         |         |             |                                                     |
| 1953 | "Danny Boy"                                     |            |         |         |             |                                                     |
| 1953 | "North Wind"                                    | 8          |         |         |             |                                                     |
| 1953 | "Lord, Help Me Be as Thou"                      |            |         |         |             |                                                     |
| 1954 | "Secret Love"                                   | 2          |         |         |             | Favorites                                           |
| 1954 | "Rose Marie"                                    | 4          |         | 1       |             | Favorites                                           |
| 1954 | "Beautiful Dreamer"                             |            |         |         |             | Favorites                                           |
| 1954 | "Singing Hills"                                 | 4          |         |         |             |                                                     |
| 1955 | "The Cattle Call"                               | 11         |         |         |             | Favorites                                           |
| 1955 | "Roll on Silvery Moon"                          |            |         |         |             | Slim Whitman Sings                                  |
| 1955 | "I'll Never Stop Loving You"                    |            |         |         |             |                                                     |
| 1955 | "Song of the Wild"                              |            |         |         |             |                                                     |
| 1956 | "Tumbling Tumbleweeds"                          |            |         | 19      |             | Slim Whitman Sings                                  |
| 1956 | "I'm a Fool"                                    | 14         |         | 16      |             | Slim Whitman Sings                                  |
| 1956 | "Serenade"                                      |            |         | 8       |             | Slim Whitman Sings                                  |
| 1956 | "Whiffenpoof Song"                              |            |         |         |             |                                                     |
| 1956 | "Smoke Signals"                                 |            |         |         |             |                                                     |
| 1957 | "Careless Love"                                 |            |         |         |             |                                                     |
| 1957 | "I'll Take You Home Again, Kathleen"            |            | 93      | 7       |             | Slim Whitman Sings                                  |
| 1957 | "Unchain My Heart"                              |            |         |         |             | Country Favorites                                   |
| 1957 | "Careless Hands"                                |            |         |         |             | My Best to You                                      |
| 1958 | "Candy Kisses"                                  |            |         |         |             | My Best to You                                      |
| 1958 | "Put Your Trust in Me"                          |            |         |         |             | My Best to You                                      |
| 1958 | "At the End of Nowhere"                         |            |         |         |             | My Best to You                                      |
| 1959 | "I Never See Maggie Alone"                      |            |         |         |             | My Best to You                                      |
| 1959 | "Tree in the Meadow"                            |            |         |         |             | My Best to You                                      |
| 1959 | "A Fool Such as I"                              |            |         |         |             | My Best to You                                      |
| 1959 | "Roll River Roll"                               |            |         |         |             | Cool Water                                          |
| 1960 | "I'll Walk with God"                            |            |         |         |             | I'll Walk with God                                  |
| 1960 | "Wind"                                          |            |         |         |             | Cool Water                                          |
| 1960 | "Ramona"                                        |            |         |         |             | Just Call Me Lonesome                               |
| 1961 | "Just Call Me Lonesome"                         |            |         |         |             | Just Call Me Lonesome                               |
| 1961 | "The Bells That Broke My Heart"                 | 30         |         |         |             | Just Call Me Lonesome                               |
| 1961 | "Once in a Lifetime"                            |            |         |         |             | Cool Water                                          |
| 1961 | "The Old Spinning Wheel"                        |            |         |         |             | Annie Laurie                                        |
| 1961 | "It Sure Looks Lonesome Outside"                |            |         |         |             | Annie Laurie                                        |
| 1962 | "Annie Laurie"                                  |            |         |         |             | Annie Laurie                                        |
| 1962 | "Backward, Turn Backward"                       |            |         |         |             | I'm a Lonely Wanderer                               |
| 1962 | "Blues Stay Away from Me"                       |            |         |         |             | Heart Songs & Love Songs                            |
| 1962 | "The Wayward Wind"                              |            |         |         |             | Sings                                               |
| 1963 | "Love Letters in the Sand"                      |            |         |         |             | Sings                                               |
| 1963 | "So Long Mary"                                  |            |         |         |             | All-Time Favorites                                  |
| 1963 | "Broken Down Merry-Go-Round"                    |            |         |         |             | All-Time Favorites                                  |
| 1963 | "My Wild Irish Rose"                            |            |         |         |             | Irish Songs the Slim Whitman Way                    |
| 1963 | "Maria Lena"                                    |            |         |         |             |                                                     |
| 1964 | "Tell Me Pretty Words"                          | 48         |         |         |             | All-Time Favorites                                  |
| 1964 | "I'll Hold You in My Heart"                     |            |         |         |             | Country Songs / City Hits                           |
| 1964 | "Virginia"                                      |            |         |         |             | Love Song of the Waterfall                          |
| 1965 | "Reminiscing"A                                  |            |         |         |             | Reminiscing                                         |
| 1965 | "More Than Yesterday"                           | 8          |         |         |             | More Than Yesterday(More Country Songs & City Hits) |
| 1965 | "The Twelfth of Never"                          | 17         |         |         |             | More Than Yesterday(More Country Songs & City Hits) |
| 1966 | "I Remember You"                                | 49         | 134     |         |             | A Travelin' Man                                     |
| 1966 | "One Dream"                                     | 54         |         |         |             | A Time for Love                                     |
| 1967 | "What's This World A-Comin' To"                 | 56         |         |         |             | A Time for Love                                     |
| 1967 | "I'm a Fool"                                    | 61         |         |         |             | 15th Anniversary Album                              |
| 1967 | "The Keeper of the Key"                         | 65         |         |         |             | Country Memories                                    |
| 1968 | "Rainbows Are Back in Style"                    | 17         |         |         | 6           | In Love the Whitman Way                             |
| 1968 | "Happy Street"                                  | 22         |         |         | 10          | Happy Street                                        |
| 1968 | "Livin' On Lovin' (And Lovin' Livin' with You)" | 43         |         |         |             | Happy Street                                        |
| 1969 | "My Happiness"                                  | 43         |         |         |             | Happy Street                                        |
| 1969 | "Irresistible"                                  | 61         |         |         |             | Slim                                                |
| 1970 | "Tomorrow Never Comes"                          | 27         |         |         |             | Tomorrow Never Comes                                |
| 1970 | "Shutters and Boards"                           | 26         |         |         |             | Tomorrow Never Comes                                |
| 1971 | "Guess Who"                                     | 7          | 121     |         | 5           | Guess Who                                           |
| 1971 | "Something Beautiful (To Remember)"             | 6          |         |         | 23          | It's a Sin to Tell a Lie                            |
| 1971 | "It's a Sin to Tell a Lie"                      | 21         |         |         |             | It's a Sin to Tell a Lie                            |
| 1971 | "Loveliest Night of the Year"                   | 56         |         |         |             | It's a Sin to Tell a Lie                            |
| 1972 | "Little Drops of Silver"                        |            |         |         |             | single only                                         |
| 1972 | "(It's No) Sin"                                 | 51         |         |         |             | The Best of Slim Whitman                            |
| 1973 | "Hold Me"                                       | 73         |         |         |             | I'll See You When                                   |
| 1973 | "Where the Lilacs Grow"                         | 88         |         |         |             | I'll See You When                                   |
| 1974 | "It's All in the Game"                          | 82         |         |         |             | Happy Anniversary                                   |
| 1974 | "Happy Anniversary"                             |            |         | 14      |             | Happy Anniversary                                   |
| 1974 | "Foolish Question"                              |            |         |         |             | I'll See You When                                   |
| 1975 | "Everything Leads Back to You"                  |            |         |         |             | Everything Leads Back to You                        |
| 1975 | "Mexicali Rose"                                 |            |         |         |             | Everything Leads Back to You                        |
| 1977 | "Red River Valley"                              |            |         |         |             | Red River Valley                                    |
| 1980 | "Where is the Christ in Christmas"              |            |         |         |             | Christmas with Slim Whitman                         |
| 1980 | "When"                                          | 15         |         |         | 17          | Songs I Love to Sing                                |
| 1980 | "That Silver-Haired Daddy of Mine"              | 69         |         |         |             | Songs I Love to Sing                                |
| 1980 | "I Remember You" (re-recording)                 | 44         |         |         |             | Songs I Love to Sing                                |
| 1981 | "Can't Help Falling in Love with You"           | 54         |         |         |             | Mr. Songman                                         |
| 1981 | "If I Had My Life to Live Over"                 |            |         |         |             | Mr. Songman                                         |
| 1981 | "My Melody of Love"                             |            |         |         |             | Mr. Songman                                         |
| 1984 | "Cry Baby Heart"                                |            |         |         |             | Angeline                                            |